# Jozef Farkaš
Jozef Farkaš (* 26. března 1947) je bývalý slovenský fotbalista, útočník.

## Fotbalová kariéra
V československé lize hrál v ročníku 1970/71 za Lokomotívu Košice. Nastoupil ve 21 ligových utkáních a dal 1 gól. Z Lokomotívy odešel do TJ Zemplín Vihorlat Michalovce.

## Ligová bilance
| Ročník                                   | Zápasy | Góly | Klub              |
| ---------------------------------------- | ------ | ---- | ----------------- |
| 1. československá fotbalová liga 1970/71 | 21     | 1    | Lokomotíva Košice |
| CELKEM                                   | 21     | 1    |                   |